# Zesgehuchten (wijk)
Naast wat men in de spreektaal onder Zesgehuchten verstaat, is Zesgehuchten ook een officiële wijk van Geldrop. Hieronder valt de bebouwing ten oosten van de spoorlijn Eindhoven - Weert, maar begrensd door de Gijzenrooiseweg. Uitzonderingen hierop zijn het al langer bestaande industrieterrein Emopad ten zuiden van deze weg en het nieuwe industrieterrein De Hoge Akker ten noorden van de Eindhovenseweg.
De wijk is ontstaan doordat tussen de oorspronkelijke bebouwing van Hoog Geldrop en Papenvoort een nieuwe wijk werd gebouwd, de Beekweide. Centraal hierin ligt het gelijknamige plantsoen dat doorloopt tot aan het Toernooiveld, de weg langs het spoor. De wijk wordt ontsloten door een rondlopende weg de Hertogenlaan. Alle namen in deze wijk verwijzen naar 'functies' uit de Middeleeuwen. Voorbeelden: Schout-, Schepenen-, en Baljuwstraat. Van latere datum zijn de appartementencomplexen die echter maar een klein gedeelte van het enorme plantsoen innemen.
De Beekweide dankt haar naam aan het stroompje de Beekloop. Het loopt van de Gijzenrooise Zegge via Zesgehuchten en de wijk Skandia (Geldrop) naar de Kleine Dommel. De oude straatnaam Diepe Vaart in de wijk valt hier waarschijnlijk op terug te leiden. Ook Papenvoort 'Paapse Voorde' duidt hier waarschijnlijk op.
De Beekloop heeft het dencennia moeten doen met een rioolbuis onder de bebouwing. Inmiddels is het weer open, maar dan omgelegd buiten de bebouwing om. Het loopt nu door het plantsoen langs de Gijzenrooijseweg, verder onderlangs het Eindhovens Kanaal, om via een dode tak van de Kleine Dommel aldaar in uit te monden. Het vormt nu weer een stukje natuur in zowel Zesgehuchten als de Skandia.
In de Zesgehuchten bevindt zich ook de nieuwbouwwijk de Bronzen Wei, gebouwd tussen het gelijknamige sportcomplex en de Papenvoort. Alle straatnamen hier eindigen op land. Voorbeelden: Hooi-, Peul- en Zomerland. Uitzondering hierop vormt het P.J. Zweegersplein, vernoemd naar Piet Zweegers.